# Pelagia

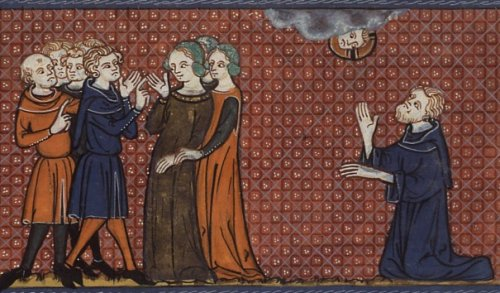
Pelagia mit anderen Kurtisanen. Nonnus betet für sie.

Pelagia (auch als Pelagius bekannt; gestorben angeblich auf dem Ölberg in Jerusalem) gilt in der Kirchengeschichte als eine der großen Büßerinnen und wird als Schutzpatronin der Komödianten und Schauspieler verehrt.

## Legende
Ihre Vita wurde in der zweiten Hälfte des 5. Jahrhunderts von einem unter dem Pseudonym Jakobus schreibenden Redaktor auf Griechisch verfasst. Er gibt an, Augenzeuge der Geschehnisse gewesen und mit Pelagia bekannt gewesen zu sein. Die Vita wurde zunächst ins Syrische, später ins Lateinische und viele weitere Sprachen übersetzt. Demnach führte Pelagia unter dem Namen Margarita oder Marina in Antiochia ein Leben als Prostituierte, Schauspielerin und Tänzerin. Bei einer Predigt des ägyptischen Bischofs Nonnos, als dessen Diakon sich der Autor ausgibt, wurde Pelagia innerlich ergriffen, bekehrte sich und ließ sich taufen. Sie gab Schmuck und Geld den Armen, gab sich als Mann aus und bezog auf dem Ölberg in Jerusalem unter dem Namen Pelagius eine Klosterzelle. Dort starb sie nach einigen Jahren harter Bußübungen und ihr wahres Geschlecht wurde unter Anwesenheit des Jakobus „entdeckt“. Der Chronographia des Theophanes folgend, wird der genannte Nonnos oft mit Nonnos von Edessa († 470/71) identifiziert, ohne dass es dafür seitens der Überlieferung Hinweise gibt. Das Todesjahr Pelagias wird ohne Grund in das Jahr 457 gelegt.
Die heutige Forschung sieht in der Vita Pelagias im Allgemeinen eine Kontamination des Berichts über eine syrische Büßerin in einer Predigt des Johannes Chrysostomos mit Zügen der Pelagia von Antiochia. Aufgrund des idealtypischen Charakters der Lebensbeschreibung wird die Historizität der Pelagia bezweifelt.
Hermann Usener hatte argumentiert, dass der Legende der Pelagia eine Umformung mythischen Materials zugrunde liege, das der griechischen Liebesgöttin Aphrodite zuzuordnen sei, was in der heutigen Forschung jedoch verworfen wird.